# Kraenzlinella gigantea
Kraenzlinella gigantea är en orkidéart som först beskrevs av John Lindley, och fick sitt nu gällande namn av Carlyle August Luer. Kraenzlinella gigantea ingår i släktet Kraenzlinella och familjen orkidéer.
Artens utbredningsområde är Peru. Inga underarter finns listade i Catalogue of Life.